# El mal que els homes fan
El mal que els homes fan (títol original en anglès: The Evil That Men Do) és una pel·lícula catalana dirigida per Ramon Térmens i escrita per Daniel Faraldo produïda el 2014 i estrenada als cinemes el 2015, que tracta de la redempció d'un sicari al servei d'un càrtel. La pel·lícula es va doblar al català.

## Argument
Un sicari i un metge que treballen per a un càrtel del narcotràfic reben un “paquet” inusual: una nena de 10 anys, filla del cap d'una banda rival, a qui hauran de custodiar fins que rebin l’ordre de tallar-la en trossets o d’alliberar-la. La nena aviat s'adonarà que la seva única possibilitat de sobreviure serà arribar a les profunditats de la psique dels seus captors i esbrinar si hi queda alguna engruna d’humanitat.

## Repartiment[calcitació]
- Daniel Faraldo: Santiago
- Andrew Tarbet: Benny
- Sergio Peris-Mencheta: Martin
- Priscilla Delgado: Marina
- José Sefami: Lucho
- Nikol Kollars: Lin

## Festivals
La pel·lícula va ser presentada al Festival Internacional de Cinema de Mont-real l’any 2015, i seleccionada entre d'altres pel Festival Internacional de Cinema de Shangai, el Night Visions de Hèlsinki, el Splatfest! de Polònia, el Chicago Film Festival i el NIAFFS 2016, on va guanyar el premi a Millor Pel·lícula Espanyola d’Acció i Millor Actor per Daniel Faraldo.